# Asfalto rosso
Asfalto rosso è un film italiano del 2011 diretto da Ettore Pasculli

## Trama
Alex è un pilota,: una sera dopo una vittoria si mette alla guida nonostante abbia bevuto troppo. Con lui c'è sua moglie Manuela, incinta. Alex provoca un incidente che sconvolgerà la vita di entrambi: lui perde l'uso delle gambe e lei perde il bambino che aveva in grembo. La vita di Alex va in pezzi: è fuori dalle gare e la moglie lo lascia. Deciso a dimenticare tutto, l'uomo si rifugia in un paesino di provincia dove avvia una piccola produzione di vino. Qui conoscerà Roby, un giovane che adora le auto veloci e le corse clandestine, ma Alex farà di tutto e lo riporterà sulla strada giusta.